# Forged by Fire
Forged by Fire è il terzo album in studio del gruppo musicale heavy metal greco Firewind ed il primo ad essere pubblicato sotto Century Media. Da questo album Chitral Somapala sostituisce al microfono al posto di Stephen Fredrick e Bob Katsionis sostituisce Gus G. alle tastiere e alla chitarra ritmica, lasciandogli così la sola chitarra solista.
Tutte le canzoni sono composte da Gus G. e Chitral Somapala, se non dove indicato.

## Tracce
1. Kill to Live  – 3:41
2. Beware the Beast  – 4:21
3. Tyranny  – 3:29
4. The Forgotten Memory  – 3:42
5. Hate World Hero  – 5:38
6. Escape from Tomorrow  – 3:51
7. Feast of the Savages  (Strumentale) (Gus G.) – 4:21
8. Burn in Hell  – 4:38
9. Perished in Flames  – 4:52
10. The Land of Eternity  – 5:53
11. I Confide – 5:05 (Japanese bonus track)
12. Tyranny (Ioannis Nikolaidis, Achilleas Kapahtsis) (Video clip)
13. Making of/Burning the Earth Live (Bob Katsionis) (Video clip)

## Formazione
- Chitral Somapala – voce, backing vocals
- Gus G. – chitarra solista
- Bob Katsionis – tastiere, chitarra ritmica
- Petros Christo – basso
- Stian L. Kristoffersen – batteria

## Ospiti
- James Murphy – assolo di chitarra su The Forgotten Memory
- Marty Friedman – assoli di chitarra su Feast of the Savages
- Lisa Gelenberg – backing vocals
- Johannes Nimtz – backing vocals
- Markus Teske – backing vocals